# 哈瑪斯撲克牌通緝令

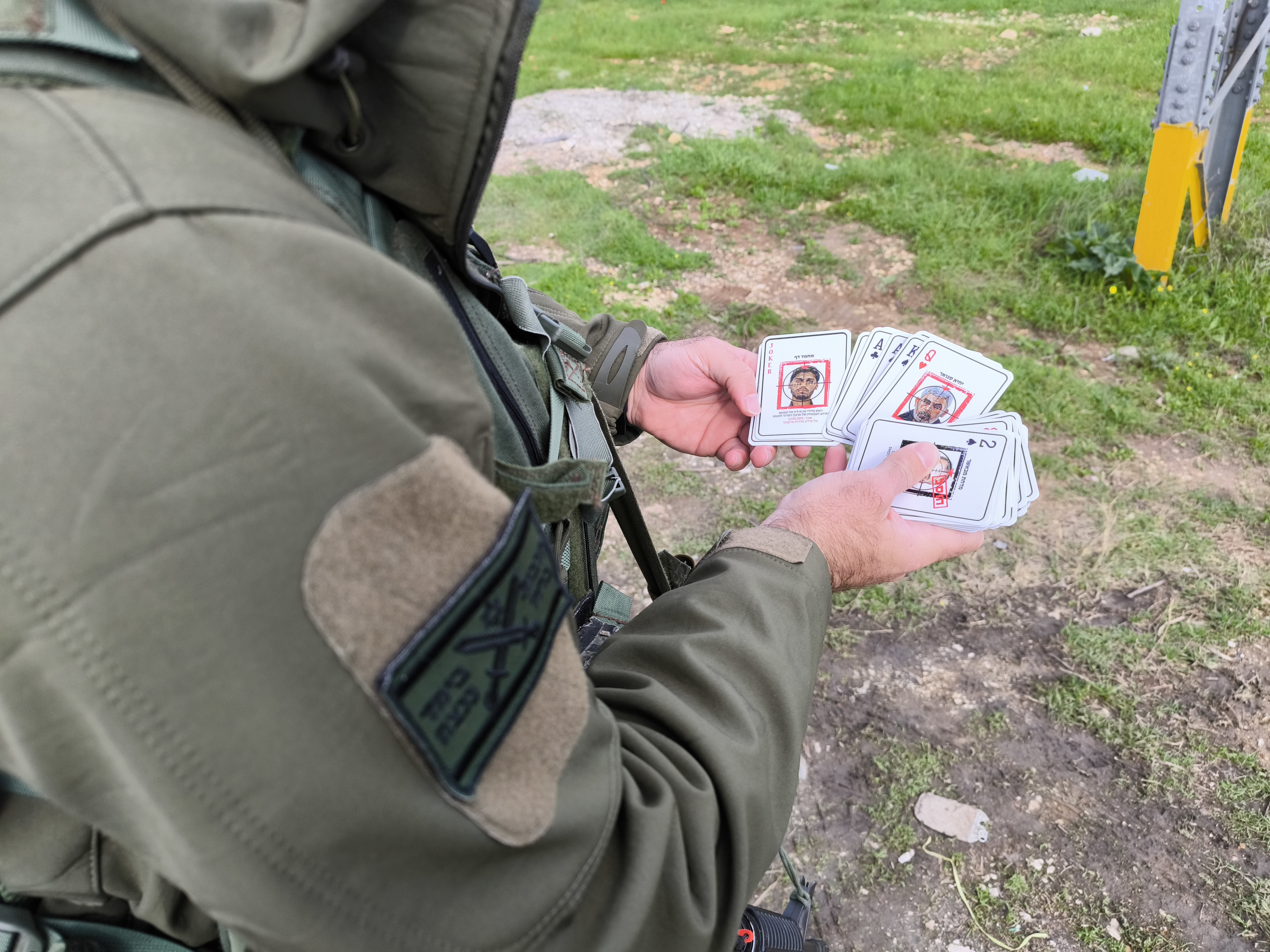
一名以色列國防軍士兵拿著整套哈瑪斯撲克牌通緝令牌組。

哈瑪斯撲克牌通緝令（Hamas Most Wanted Playing Cards），或稱加薩撲克牌通緝令（Gaza's Most Wanted Cards），是一系列繪有被以色列國通緝的哈瑪斯成員肖像的撲克牌牌組。這些牌組由獨立志願者製作，並在以色列—哈馬斯戰爭初期分發給以色列國防軍士兵。

## 非官方國防軍版牌組
在以色列—哈馬斯戰爭期間，一副繪有54名被以色列通緝的哈瑪斯成員的非官方卡牌被分發給了以色列士兵。這副牌組的創造靈感來自2003年入侵伊拉克時，美國國防情報局為了幫助軍隊識別被美國通緝的萨达姆·侯赛因與其政權成員而製作的扑克牌通缉令。
超過一萬副卡片被分發給以色列士兵，幫助士兵識別哈瑪斯的首要目標，並讓哈瑪斯官員感到不安。製作者將哈瑪斯各種官員的等級混雜在一起，來讓更高層級的官員顯得難堪。
截至2025年5月底，在這54名哈瑪斯成員中已有35人被以軍消滅：

### 卡牌列表
| 卡牌花色 | 人物                                       | 身份/職位                                    | 現況                   |
| -------- | ------------------------------------------ | -------------------------------------------- | ---------------------- |
| 鬼牌     | 穆罕默德·戴夫                              | 卡桑烈士旅領導人                             | 2024年7月13日被擊殺。  |
| 鬼牌     | 萨利赫·阿鲁里                              | 哈瑪斯政治局副主席                           | 2024年1月2日被暗殺。   |
| A ♠      | 阿布·烏拜達                                | 卡桑烈士旅發言人                             |                        |
| A ♣      | 马尔万·伊萨                                | 穆罕默德·戴夫的副手                          | 2024年3月17日被擊殺。  |
| A ♦      | 伊斯梅尔·哈尼亚                            | 哈瑪斯政治局主席                             | 2024年7月31日被暗殺。  |
| A ♥      | 哈立德·迈沙阿勒                            | 前哈瑪斯政治局主席                           |                        |
| K ♠      | 伊薩姆·達利斯                              | 哈瑪斯加沙地带政府首腦                       | 2025年3月18日被擊殺。  |
| K ♣      | 劳希·穆什塔哈                              | 哈瑪斯政治局經濟委員會主席                   | 2024年7月被擊殺。      |
| K ♦      | 哈利勒·哈亞                                | 哈瑪斯政治局副主席                           |                        |
| K ♥      | 阿塞姆·阿布·拉卡巴（Asem Abu Rakaba）      | 卡桑烈士旅空中縱隊司令                       | 2023年10月被擊殺。     |
| Q ♠      | 薩米赫·薩拉吉                              | 哈瑪斯政治局成員                             | 2024年7月被擊殺。      |
| Q ♣      | 伊宰·丁·哈達德                             | 卡桑烈士旅加薩市旅旅長                       |                        |
| Q ♦      | 艾曼·西阿姆（Ayman Siam）                  | 卡桑烈士旅火箭縱隊司令                       | 2023年11月被擊殺。     |
| Q ♥      | 叶海亚·辛瓦尔                              | 哈瑪斯加薩走廊行政當局負責人                 | 2024年10月17日被擊殺。 |
| J ♠      | 穆罕默德·辛瓦爾                            | 卡桑烈士旅南加薩走廊指揮官                   | 2025年5月13日被暗殺。  |
| J ♣      | 艾曼·諾法爾                                | 卡桑烈士旅中加薩走廊指揮官                   | 2023年10月17日被擊殺。 |
| J ♦      | 拉法·薩拉馬                                | 卡桑烈士旅汗尤尼斯旅旅長                     | 2024年7月13日被擊殺。  |
| J ♥      | 艾哈邁德·甘杜爾                            | 卡桑烈士旅北加薩走廊指揮官                   | 2023年11月14日被擊殺。 |
| 10 ♠     | 優素福·阿布·里什（Youssef Abu al-Rish）    | 哈瑪斯加薩走廊政府衛生部副部長               |                        |
| 10 ♣     | 法伊茲·巴魯德（Fa'ez Baroud）              | 卡桑烈士旅指揮官                             |                        |
| 10 ♦     | 歐薩馬·哈姆丹                              | 哈瑪斯外交官                                 |                        |
| 10 ♥     | 穆罕默德·烏達（Mohammed Ouda）             | 哈瑪斯情報部門負責人                         |                        |
| 9 ♠      | 阿里·阿穆迪（Ali al-Amoudi）               | 哈瑪斯政治宣傳部門喉舌                       |                        |
| 9 ♣      | 穆罕默德·阿扎爾（Muhammad Atzar）          | 卡桑烈士旅加薩反坦克部隊隊長                 | 2023年11月被擊殺。     |
| 9 ♦      | 扎卡里亞·阿布·馬馬爾（Zakaria Abu Maamar） | 哈瑪斯政治局高級成員                         | 2023年10月被擊殺。     |
| 9 ♥      | 马哈茂德·扎哈尔                            | 哈瑪斯政治局成員                             |                        |
| 8 ♠      | 艾哈邁德·沙馬里（Ahmed Shamali）           | 卡桑烈士旅加薩市旅副指揮官                   | 2025年3月20日被擊殺。  |
| 8 ♣      | 沙迪·巴魯德（Shadi Baroud）                | 哈瑪斯情報部門副手                           | 2023年10月被擊殺。     |
| 8 ♦      | 穆薩·阿布·馬祖克                           | 哈瑪斯國際關係辦公室主任                     |                        |
| 8 ♥      | 拉齊·阿布·塔瑪阿（Razi Abu Tama'ah）       | 卡桑烈士旅戰鬥支援陣長                       | 2024年3月被擊殺。      |
| 7 ♠      | 伊馬德·阿克爾（Imad Akel）                 | 卡桑烈士旅後方司令部司令                     |                        |
| 7 ♣      | 扎赫·賈巴林                                | 哈瑪斯約旦河西岸政治局主席（接替阿魯里上任） |                        |
| 7 ♦      | 阿卜杜勒·哈迪·西阿姆（Abd al-Hadi Siam）   | 卡桑烈士旅指揮官                             | 2024年8月被擊殺。      |
| 7 ♥      | 海瑟姆·庫瓦賈里（Haitham Khuwajari）       | 卡桑烈士旅沙提旅旅長                         | [ a ]                  |
| 6 ♠      | 易卜拉欣·比亞里（Ibrahim Biari）           | 卡桑烈士旅中賈巴利亞旅旅長                   | 2023年10月被擊殺。     |
| 6 ♣      | 維薩姆·法爾哈特                            | 卡桑烈士旅舒加艾耶旅旅長                     | 2023年12月2日被擊殺。  |
| 6 ♦      | 瓦埃爾·拉傑布（Wael Rajab）                | 卡桑烈士旅北加薩走廊副指揮官                 | 2023年11月被擊殺。     |
| 6 ♥      | 穆罕默德·沙巴納                            | 卡桑烈士旅拉法旅旅長                         | 2025年5月13日被暗殺。  |
| 5 ♠      | 納西姆·阿布·阿吉納（Nasim Abu Ajina）      | 卡桑烈士旅拜特拉希耶旅旅長                   | 2023年10月被擊殺。     |
| 5 ♣      | 易卜拉欣·薩哈爾（Ibrahim al-Sahar）        | 卡桑烈士旅北加薩走廊爆裂物指揮官             | 2023年10月被擊殺。     |
| 5 ♦      | 賈比爾·阿齊茲（Jaber Aziz）                | 卡桑烈士旅福爾坎營指揮官                     | 2024年8月被擊殺。      |
| 5 ♥      | 胡薩姆·巴德蘭                              | 哈瑪斯執行委員會成員                         |                        |
| 4 ♠      | 泰西爾·馬巴舍爾（Taysir Mabasher）         | 卡桑烈士旅北汗尤尼斯旅旅長                   | 2023年10月被擊殺。     |
| 4 ♣      | 穆斯塔法·達魯爾（Mustafa Dalul）           | 卡桑烈士旅扎巴拉旅旅長                       | 2023年11月被擊殺。     |
| 4 ♦      | 法蒂·哈馬德                                | 哈瑪斯執行委員會辦公室主任                   |                        |
| 4 ♥      | 拉阿德·薩阿德（Ra'ad Sa'ad）               | 卡桑烈士旅指揮官                             |                        |
| 3 ♠      | 雅各·阿舒爾（Yakub A'ashur）               | 卡桑烈士旅汗尤尼斯反坦克系統指揮官           | 2023年11月被擊殺。     |
| 3 ♣      | 加齊·哈馬德                                | 哈瑪斯政治局成員                             |                        |
| 3 ♦      | 伊斯梅爾·西拉吉（Ismail Siraj）            | 卡桑烈士旅努塞拉特旅旅長                     | 2024年1月被擊殺。      |
| 3 ♥      | 拉阿德·塔貝特（Ra'ad Thabat）              | 哈瑪斯政治局成員                             | 2024年3月被擊殺。      |
| 2 ♠      | 馬達哈特·馬布舍爾（Madhat Mabasher）       | 卡桑烈士旅西汗尤尼斯旅長                     | 2023年10月被擊殺。     |
| 2 ♣      | 邁赫迪·庫瓦拉（Mahdi Khuwara）             | 卡桑烈士旅南汗尤尼斯旅長                     | 2025年5月13日被暗殺。  |
| 2 ♦      | 穆罕默德·阿爾瓦迪亞（Mohammed Alwadia）    | 卡桑烈士旅加薩市旅反坦克系統指揮官           | 2023年10月被擊殺。     |
| 2 ♥      | 尼扎爾·阿瓦達拉                            | 卡桑烈士旅高級成員                           |                        |

## 「基督牛仔」版牌組
在2023年哈瑪斯襲擊以色列後，一群來到以色列和約旦河西岸佔領地的定居者農場做志願者的基督教锡安主义「牛仔」設計並印製了另一副非官方撲克牌牌組，上面印有同樣印有被以色列通緝的哈瑪斯成員的並分發給了以色列士兵。這副牌組是由貝埃里基布兹的的貝埃里影印廠（Be'eri Printers）設計和印刷的，貝埃里是10月7日襲擊中死傷最嚴重的基布茲之一。
此牌組以希伯來語、英語和阿拉伯語印刷，包括兩張鬼牌和12位哈瑪斯成員，其中包括伊斯梅尔·哈尼亚、叶海亚·辛瓦尔、阿布·烏拜達、穆罕默德·戴夫、马尔万·伊萨、萨利赫·阿鲁里、哈立德·迈沙阿勒、穆罕默德·辛瓦爾等人。此牌組從文字敘述、肖像描繪到阿拉伯語名字的寫法都是有意嘲笑這些哈瑪斯成員，比如叶海亚·辛瓦尔的姓氏被寫成「辛法爾」（Sinfar），玩了阿拉伯語中「老鼠」（الْفَأْر / al-faʔr）的諧音梗，同時他的人物肖像也被畫上老鼠的特徵。這些「牛仔」們大多是來自美國的英語系白人，而非阿拉伯基督徒。
這些「牛仔」是透過福音主義組織銀禧志工服務（HaYovel Volunteering）來到以色列和巴勒斯坦。該組織總部位在密蘇里州的帕特森，並專注於招募志工在巴勒斯坦西岸地區的以色列定居点從事農務，好讓以色列農民加入國防軍在加薩走廊參戰。銀禧志工服務與其志工將巴勒斯坦西岸地區稱為「猶地亞-撒馬利亞」（與以色列定居者使用的名稱相同）或「聖經中心地帶」（the biblical heartland）。銀禧志工服務先前曾參與2022年在約旦河西岸的「土地掠奪」活動。

## 註記和參考資料

### 註記
1. ↑  以軍曾宣告庫瓦賈里在2023年12月被擊殺，[24]但後來在2025年2月撤回宣告。[25]